# Pseudohyadina
Pseudohyadina is een vliegengeslacht uit de familie van de oevervliegen (Ephydridae).

## Soorten
- P. longicornis (Sturtevant and Wheeler, 1954)